# Tihomir Orešković
Tihomir "Tim" Orešković (Zagreb, 1 de janeiro de 1966) é um empresário e político croata que foi primeiro-ministro da Croácia de 22 de julho a 19 de outubro de 2016.
Orešković emigrou ao Canadá quando jovem, onde passou a maior parte de sua vida. Estudou na Universidade McMaster e se gradou em química, em 1989, e Sistema de informação e financeiro, em 1991. Antes de assumir o cargo de Primeiro Ministro, Orešković atuou como CEO e presidente do conselho fiscal da Pliva, diretor de administração financeira da Teva na Europa, e diretor financeiro da Teva.